# Le Page de madame Marlborough
Le Page de madame Marlborough est une opérette en un acte, signée E. Vierne et mise en musique par Frédéric Barbier, créée en 1858. 
Son attribution à Jules Verne fait toujours débat. En 2006, le chercheur Volker Dehs semblait être parvenu à en démontrer la légitimité, mais la découverte en 2019, par ce même chercheur, d'une nécrologie sur un certain Édouard Vierne, publiée dans Le Figaro en février 1871, relance le débat. 

## Résumé de l'intrigue
« De la tour où souvent elle monte, Mme Malbrough ne voit venir ni son époux, ni le page Isabeau, son amant, partis ensemble à la guerre. Pour lui faire prendre patience se trouve malheureusement près d'elle Coquelicot, second page non moins gentil que le premier. Cependant les débris de l'armée de Malbrough se présentent au château, mais leur chef manque. Isabeau, considérablement vieilli et engraissé, annonce à la noble dame qu'elle est veuve. Après cinq minutes consacrées à son désespoir, Mme Malbrough rassemble ses vassaux et leur annonce son intention de convoler en secondes noces avec Coquelicot ; mais, jetant sa perruque, Isabeau se fait reconnaître : c'est Malbrough lui-même !... »

— L. Henry Lecomte, Histoire des théâtres de Paris.

## Personnages
- M. de Marlborough, général étranger.
- Mme de Marlborough, femme du général, 45 ans environ (travesti)[6].
- Coquelicot, jeune villageois, 14 ou 15 ans (travesti).
- Facteur de la poste aux lettres.
- Albatros, médecin de M. de Marlborough.
- Deux arquebusiers.
- Villageois, villageoises, enfants, vieillards, etc.

## Attribution
Volker Dehs note tout d'abord que la pièce présente de nombreuses correspondances avec L'Auberge des Ardennes et Monsieur de Chimpanzé. Le sujet se rapproche d'ailleurs de la comédie Guerre aux tyrans. Mais surtout, le chercheur, en rappelant que le manuscrit n'est pas de la main de Verne ni d'un copiste, opte cependant pour l'attribution, par le fait que Jules Verne est clairement indiqué comme auteur dans le Catalogue des œuvres dramatiques et lyriques faisant partie de la Société des auteurs et compositeurs dramatiques. S'il y eut erreur, elle ne fut jamais corrigée. Ce qui est rare, dans les annales dramatiques, c'est qu'un auteur touche officiellement des recettes pour une pièce dont il ne serait pas l'auteur. Et cette pièce ne préfigure-t-elle pas l'intrigue de Gil Braltar où un général comme Marlborough s'impose en se déguisant en singe.
Pourtant en 2019, le même chercheur découvre une nécrologie parue dans Le Figaro qui relance le débat. L'auteur anonyme du texte, qui semble avoir bien connu Édouard Vierne, tout en retraçant sa carrière, lui attribue deux pièces : Molière à l'Odéon et Madame Malborough. 

## Représentations
L'opérette fut jouée pour la première fois le 28 octobre 1858 aux Folies-Nouvelles et connut un certain succès avec 73 représentations jusqu'au 16 avril 1859. Le compositeur, Frédéric-Étienne Barbier (1829-1889), fut l'auteur d'une soixantaine d'opérettes et d'opéras-comiques entre 1853 et 1880, et parmi eux d'Une Nuit à Séville, jouée au Théâtre-Lyrique en août 1855, à l'époque où Verne assumait la charge de secrétaire du théâtre.

## Éditions
- Bulletin de la Société Jules-Verne no 160, décembre 2006.